# 6158 Shosanbetsu
6158 Shosanbetsu (tên chỉ định: 1991 VB3) là một tiểu hành tinh vành đai chính. Nó được phát hiện bởi Tsuneo Niijima và Takeshi Urata ở Ojima, Gunma, Nhật Bản, ngày 12 tháng 11 năm 1991. Nó được đặt theo tên Shosanbetsu, a village ngày the island thuộc Hokkaidō.